# The Yellow Bullet
The Yellow Bullet è un film muto del 1917 diretto da Harry Harvey.

## Trama
Gli unici superstiti al massacro di una carovana sono Harry Hart, Fred Fowler e Teresa, la figlia di Fowler. Harry, sentendosi legato a quel compagno di sventura, rivela a Hart l'esistenza di una mappa che individua la posizione di una miniera d'oro. Ma Hart tradisce la fiducia del suo nuovo amico: ruba la mappa e abbandona padre a figlia nel deserto dopo aver preso tutte le scorte di acqua. I Fowler riescono a salvarsi solo per dell'arrivo di Lloyd, un giovane chirurgo dell'esercito che porta i due nel suo ranch dove vengono curati. Fowler pensa alla vendetta ma Hart lo prende prigioniero, torturandolo per farsi dire dov'è la località segreta della miniera. Mentre l'aguzzino gli mostra la schiena, il vecchio minatore riesce a prendere una pallottola gialla con cui carica la pistola, uccidendo con quella il suo persecutore. Ancora una volta Lloyd lo salva, arrivando insieme a Teresa.

## Produzione
Il film fu prodotto dalla Balboa Amusement Producing Company.

## Distribuzione
Distribuito dalla General Film Company, il film uscì nelle sale cinematografiche degli Stati Unit nell'aprile 1917.